# Tomoaki Kuno
Tomoaki Kuno (Shizuoka, 25 september 1973) is een voormalig Japans voetballer.

## Carrière
Tomoaki Kuno speelde tussen 1996 en 2005 voor Kawasaki Frontale.